# Lista de cônsules da República Romana
Esta é uma lista dos cônsules da República Romana, o mais alto cargo eletivo da República Romana (509 a.C. – 27 a.C.). Para o início do período, este artigo segue a cronologia varroniana, apresentada pela primeira vez por Marco Terêncio Varrão, na qual o ano 1 AUC é 754-3 a.C. (o ano romano era sempre dividido em dois anos modernos). O primeiro ano da República é 245 AUC (509-8 a.C.). Esta cronologia foi depois oficializada na época de Augusto, como atestam os Fastos Capitolinos. Ela está, porém, de três a quatro anos adiantada em relação à mais verificável das cronologias, a de Lívio. Sua data de 506-5 pode ser verificada contendo os mandatos dos magistrados de trás para frente a partir do conhecido eclipse de 340 a.C., que, segundo Varrão, teria acontecido em 344 a.C. Os magistrados e as datas exatas de seus mandatos nem sempre são conhecidos e as fontes podem variar entre si. Veja também a lista dos cônsules do Império Romano (26 a.C. – 476 d.C.) e a lista dos cônsules posteriores ao Império Romano (476 d.C. em diante).
Para os que serviram como cônsul (geralmente cônsul sufecto, mas ocasionalmente ordinário) cujo período no cargo é incerto, veja Lista dos cônsules romanos sem data. Para os que foram eleitos, mas não chegaram a assumir o posto por causa de morte, desgraça ou outra razão antes do início de seu mandato, veja Lista de cônsules eleitos romanos.

## Legenda

### Abreviações nos títulos
- Imp. = Imperator
- Suf. = cônsul sufecto (nem todos são conhecidos)
- <Ano> * = Ano ditatorial (não houve cônsules e nem tribunos consulares)

### Abreviações para osprenomes
| - A. = Aulo (Aulus) - Ap. = Ápio (Appius) - C. = Caio (Gaius/Caius) - Cn. = Cneu (Gnaeus/Cnaeus) - D. = Décimo (Decimus) - K. = Cesão (Kaeso/Caeso) | - L. = Lúcio (Lucius) - M. = Marco (Marcus) - M'. = Mânio (Manius) - Mam. = Mamerco (Mamercus) - N. = Numério (Numerius) - Opet. = Opitero (Opiter) | - P. = Públio (Publius) - Post. = Póstumo (Postumus) - Proc. = Próculo (Proculus) - Q. = Quinto (Quintus) - Ser. = Sérvio (Servius) | - Sex. = Sexto (Sextus) - Sp. = Espúrio (Spurius) - T. = Tito (Titus) - Ti. = Tibério (Tiberius) - Vop. = Vopisco (Vopiscus) |

### Cores
- Tribunos consulares
- Decênviros
- Ditadores e mestres da cavalaria (ano)

## Século VI a.C.
| Ano  | Primeiro cônsul                    | Segundo cônsul                               |
| ---- | ---------------------------------- | -------------------------------------------- |
| 509  | L. Júnio Bruto                     | L. Tarquínio Colatino                        |
| suf. | Sp. Lucrécio Tricipitino           | P. Valério Publícola                         |
| suf. | M. Horácio Púlvilo                 |                                              |
| 508  | P. Valério Publícola II            | T. Lucrécio Tricipitino                      |
| 507  | P. Valério Publícola III           | M. Horácio Púlvilo II                        |
| 506  | Sp. Lárcio Rufo (ou Flavo)         | T. Hermínio Aquilino                         |
| 505  | M. Valério Voluso                  | P. Postúmio Tuberto                          |
| 504  | P. Valério Publícola IV            | T. Lucrécio Tricipitino II                   |
| 503  | Agripa Menênio Lanato              | P. Postúmio Tuberto II                       |
| 502  | Opet. Vergínio Tricosto            | Sp. Cássio Vecelino                          |
| 501  | Post. Comínio Aurunco              | T. Lárcio Flavo (ou Rufo)                    |
|      | Ditador: T. Lárcio Flavo (ou Rufo) | Mestre da cavalaria: Espúrio Cássio Vecelino |

## Século V a.C.
| Ano  | Primeiro cônsul                       | Segundo cônsul                                      |
| ---- | ------------------------------------- | --------------------------------------------------- |
| 500  | Ser. Sulpício Camerino Cornuto        | M' Túlio Longo                                      |
| 499  | T. Ebúcio Elva                        | P. (ou C.) Vetúrio Gêmino Cicurino                  |
|      | Ditador: A. Postúmio Albo Regilense   | Mestre da cavalaria: Tito Ebúcio Helva              |
| 498  | Q. Clélio Sículo                      | T. Lárcio Flavo (ou Rufo) II                        |
| 497  | A. Semprônio Atratino                 | M. Minúcio Augurino                                 |
| 496  | A. Postúmio Albo Regilense            | T. Vergínio Tricosto Celimontano                    |
| 495  | Ap. Cláudio Sabino Inregilense        | P. Servílio Prisco Estruto                          |
| 494  | A. Vergínio Tricosto Celimontano      | T. Vetúrio Gêmino Cicurino                          |
|      | Ditador: Mânio Valério Máximo         | Mestre da cavalaria: Quinto Servílio Prisco Estruto |
| 493  | Post. Comínio Aurunco II              | Sp. Cássio Vecelino II                              |
| 492  | T. Gegânio Macerino                   | P. Minúcio Augurino                                 |
| 491  | M. Minúcio Augurino II                | A. Semprônio Atratino II                            |
| 490  | Q. Sulpício Camerino Cornuto          | Sp. Lárcio Rufo (ou Flavo) II                       |
| 489  | C. Júlio Julo                         | P. Pinário Mamercino Rufo                           |
| 488  | Sp. Náucio Rutilo                     | Sex. Fúrio Medulino (Fuso?)                         |
| 487  | T. Sicínio (Sabino?)                  | C. Aquílio (Tusco?)                                 |
| 486  | Sp. Cássio Vecelino III               | Próculo Vergínio Tricosto Rutilo                    |
| 485  | Ser. Cornélio Maluginense             | Q. Fábio Vibulano                                   |
| 484  | L. Emílio Mamerco                     | K. Fábio Vibulano                                   |
| 483  | M. Fábio Vibulano                     | L. Valério Potito                                   |
| 482  | Q. Fábio Vibulano II                  | C. Júlio Julo                                       |
| 481  | K. Fábio Vibulano II                  | Sp. Fúrio Medulino Fuso                             |
| 480  | M. Fábio Vibulano II                  | Cn. Mânlio Cincinato                                |
| 479  | K. Fábio Vibulano III                 | T. Vergínio Tricosto Rutilo                         |
| 478  | L. Emílio Mamerco II                  | C. Servílio Estruto Aala                            |
| suf. |                                       | Opet. Vergínio Tricosto Esquilino                   |
| 477  | C. (ou M.) Horácio Púlvilo            | T. Menênio Agripa Lanato                            |
| 476  | A. Vergínio Tricosto Rutilo           | Sp. (ou P.) Servílio Prisco Estruto                 |
| 475  | P. Valério Publícola                  | C. Náucio Rutilo                                    |
| 474  | L. Fúrio Medulino                     | A. (ou Cn.) Mânlio Vulsão                           |
| 473  | L. Emílio Mamerco III                 | Vopisco Júlio Julo                                  |
| 472  | L. Pinário Mamercino Rufo             | P. Fúrio Medulino Fuso                              |
| 471  | Ap. Cláudio Sabino Inregilense        | T. Quíncio Capitolino Barbato                       |
| 470  | L. Valério Potito II                  | Ti. Emílio Mamerco                                  |
| 469  | T. Numício Prisco                     | A. Vergínio Tricosto Celimontano                    |
| 468  | T. Quíncio Capitolino Barbato II      | Q. Servílio Estruto Prisco                          |
| 467  | Ti. Emílio Mamerco II                 | Q. Fábio Vibulano                                   |
| 466  | Q. Servílio Estruto Prisco II         | Sp. Postúmio Albo Regilense                         |
| 465  | Q. Fábio Vibulano II                  | T. Quíncio Capitolino Barbato III                   |
| 464  | A. Postúmio Albo Regilense            | Sp. Fúrio Medulino Fuso                             |
| 463  | P. Servílio Prisco                    | L. Ebúcio Helva                                     |
| 462  | L. Lucrécio Tricipitino               | T. Vetúrio Gêmino Cicurino                          |
| 461  | P. Volúmnio Amintino Galo             | Ser. (ou P.) Sulpício Camerino Cornuto              |
| 460  | P. Valério Publícola II               | C. Cláudio Inregilense Sabino                       |
| suf. | L. Quíncio Cincinato                  |                                                     |
| 459  | Q. Fábio Vibulano III                 | L. Cornélio Maluginense Uritino                     |
| 458  | C. Náucio Rutilo II                   | L. Minúcio Esquilino Augurino                       |
|      | Ditador: L. Quíncio Cincinato         | Mestre da cavalaria: Lúcio Tarquício Flaco ?        |
| 457  | Caio Horácio Púlvilo II               | Q. Minúcio Esquilino Augurino                       |
|      | ou: L. Quíncio Cincinato II           | ou: M. Fábio Vibulano                               |
| 456  | M. Valério Máximo Latuca              | Sp. Vergínio Tricosto Celimontano                   |
| 455  | T. Romílio Roco Vaticano              | C. Vetúrio Cicurino                                 |
| 454  | Sp. Tarpeio Montano Capitolino        | A. Atérnio Varo Fontinal                            |
| 453  | Sex. Quintílio                        | P. Curiácio Fisto Trigêmino                         |
| suf. | Sp. Fúrio Medulino Fuso II            |                                                     |
| 452  | T. Menênio Lanato                     | P. Séstio Capitolino                                |
| 451  | Ap. Cláudio Crasso Inregilense Sabino | T. Genúcio Augurino                                 |

| Ano | Decênviros                                | Decênviros                           |
| --- | ----------------------------------------- | ------------------------------------ |
| 451 | Primeiro Decenvirato                      |                                      |
|     | Ap. Cláudio Crasso Inregilense Sabino     | A. Mânlio Vulsão                     |
|     | T. Genúcio Augurino                       | P. (ou S.) Sulpício Camerino Cornuto |
|     | T. (ou Sp. ou L.) Vetúrio Crasso Cicurino | P. Curiácio Fisto Trigêmino          |
|     | P. Séstio Capitolino                      | T. Romílio Roco Vaticano             |
|     | C. Júlio Julo                             | Sp. Postúmio Albo Regilense          |
| 450 | Segundo Decenvirato                       |                                      |
|     | Ap. Cláudio Crasso Inregilense Sabino II  | Q. Petélio Libo Visolo               |
|     | M. Cornélio Maluginense                   | T. Antônio Merenda                   |
|     | M. Sérgio Esquilino                       | K. Duílio                            |
|     | L. Minúcio Esquilino Augurino             | Sp. Ópio Córnice                     |
|     | Q. Fábio Vibulano                         | M' Rabuleio                          |
| 449 | Segundo Decenvirato                       |                                      |
|     | Ap. Cláudio Crasso Inregilense Sabino III | Q. Petélio Libo Visolo II            |
|     | M. Cornélio Maluginense II                | T. Antônio Merenda II                |
|     | M. Sérgio Esquilino II                    | K. Duílio II                         |
|     | L. Minúcio Esquilino Augurino II          | Sp. Ópio Córnice II                  |
|     | Q. Fábio Vibulano II                      | M' Rabuleio II                       |

| Ano | Primeiro cônsul                       | Segundo cônsul                   |
| --- | ------------------------------------- | -------------------------------- |
| 449 | L. Valério Potito                     | M. Horácio (Tu?)rrino Barbato    |
| 448 | Lárcio (ou Sp.) Hermínio Coritinesano | T. Vergínio Tricosto Celimontano |
| 447 | M. Gegânio Macerino                   | C. Júlio Julo                    |
| 446 | T. Quíncio Capitolino Barbato IV      | Agripa Fúrio Fuso                |
| 445 | M. Genúcio Augurino                   | C. (ou Agripa) Cúrcio Filão      |

| Ano | Tribuno consular      | Tribuno consular |
| --- | --------------------- | ---------------- |
| 444 | A. Semprônio Atratino | T. Clélio Sículo |
|     | L. Atílio Lusco       |                  |

| Ano | Primeiro cônsul                  | Segundo cônsul                             |
| --- | -------------------------------- | ------------------------------------------ |
| 444 | L. Papírio Mugilano              | L. Semprônio Atratino                      |
| 443 | M. Gegânio Macerino II           | T. Quíncio Capitolino Barbato V            |
| 442 | M. Fábio Vibulano                | Post. Ebúcio Helva Córnice                 |
| 441 | C. Fúrio Pácilo Fuso             | M. (ou M') Papírio Crasso                  |
| 440 | Proc. Gegânio Macerino           | L. Menênio Lanato ou: T. Menênio Lanato II |
| 439 | Agripa Menênio Lanato            | T. Quíncio Capitolino Barbato VI           |
|     | Ditador: L. Quíncio Cincinato II | Mestre da cavalaria: Caio Servílio Aala    |

| Ano | Tribuno consular      | Tribuno consular |
| --- | --------------------- | ---------------- |
| 438 | Mam. Emílio Mamercino | L. Júlio Julo    |
|     | L. Quíncio Cincinato  |                  |

| Ano  | Primeiro cônsul                      | Segundo cônsul                                       |
| ---- | ------------------------------------ | ---------------------------------------------------- |
| 437  | M. Gegânio Macerino III              | L. Sérgio Fidenato                                   |
| suf. | M. Valério Latuca Máximo             |                                                      |
|      | Ditador: Mam. Emílio Mamercino       | Mestre da cavalaria: Lúcio Quíncio Cincinato         |
| 436  | L. Papírio Crasso                    | M. Cornélio Maluginense                              |
| 435  | C. Júlio (ou Julo) II                | L. (ou Proc.) Vergínio Tricosto                      |
|      | Ditador: Q. Servílio Prisco Fidenato | Mestre da cavalaria: Postúmio Ebúcio Helva Cornicino |
| 434  | C. Júlio (ou Julo) III               | L. (ou Proc.) Vergínio Tricosto II                   |
|      | ou: M. Mânlio Capitolino             | ou: Q. Sulpício Camerino Pretextato                  |
|      | Ditador: Mam. Emílio Mamercino II    | Mestre da cavalaria: Aulo Postúmio Tuberto           |

| Ano | Tribuno consular     | Tribuno consular                |
| --- | -------------------- | ------------------------------- |
| 434 | Ser. Cornélio Cosso  | Q. Sulpício Camerino Pretextato |
|     | M. Mânlio Capitolino |                                 |
| 433 | M. Fábio Vibulano    | L. Sérgio Fidenato              |
|     | M. Fólio Flacinador  |                                 |
| 432 | L. Pinário Mamerco   | Sp. Postúmio Albo Regilense     |
|     | L. Fúrio Medulino    |                                 |

| Ano | Primeiro cônsul                 | Segundo cônsul                        |
| --- | ------------------------------- | ------------------------------------- |
| 431 | T. Quíncio Peno Cincinato       | C. (ou Cn.) Júlio Mento               |
|     | Ditador: Aulo Postúmio Tuberto  | Mestre da cavalaria: Lúcio Júlio Julo |
| 430 | C. (ou L.) Papírio Crasso (II?) | L. Júlio Julo                         |
| 429 | Hosto Lucrécio Tricipitino      | L. Sérgio Fidenato II                 |
| 428 | A. Cornélio Cosso               | T. Quíncio Peno Cincinato II          |
|     | ou: L. Quíncio Cincinato        | ou: A. Semprônio Atratino             |
| 427 | C. Servílio Aala                | L. Papírio Mugilano                   |

| Ano | Tribuno consular                  | Tribuno consular                         |
| --- | --------------------------------- | ---------------------------------------- |
| 426 | T. Quíncio Peno Cincinato         | M. Postúmio Albo Regilense               |
|     | C. Fúrio Pácilo Fuso              | A. Cornélio Cosso                        |
|     | Ditador: Mam. Emílio Mamercino II | Mestre da cavalaria: Aulo Cornélio Cosso |
| 425 | A. Semprônio Atratino             | L. Fúrio Medulino II                     |
|     | L. Quíncio Cincinato II           | L. Horácio Barbato                       |
| 424 | Ap. Cláudio Crasso                | L. Sérgio Fidenato II                    |
|     | Sp. Náucio Rutilo                 | Sex. Júlio Julo                          |

| Ano | Primeiro cônsul       | Segundo cônsul            |
| --- | --------------------- | ------------------------- |
| 423 | C. Semprônio Atratino | Q. Fábio Vibulano Ambusto |

| Ano | Tribuno consular     | Tribuno consular    |
| --- | -------------------- | ------------------- |
| 422 | L. Mânlio Capitolino | L. Papírio Mugilano |
|     | Q. Antônio Merenda   |                     |

| Ano | Primeiro cônsul            | Segundo cônsul                |
| --- | -------------------------- | ----------------------------- |
| 421 | N. (ou Cn.) Fábio Vibulano | T. Quíncio Capitolino Barbato |

| Ano | Tribuno consular                                          | Tribuno consular                         |
| --- | --------------------------------------------------------- | ---------------------------------------- |
| 420 | L. Quíncio Cincinato III ou: T. Quíncio Peno Cincinato II | M. Mânlio Vulsão                         |
|     | L. Fúrio Medulino III                                     | A. Semprônio Atratino II                 |
| 419 | Agripa Menênio Lanato                                     | Sp. Náucio Rutilo                        |
|     | P. Lucrécio Tricipitino                                   | Caio Servílio Áxila                      |
| 418 | L. Sérgio Fidenato III                                    | Caio Servílio Áxila II                   |
|     | Marco Papírio Mugilano                                    |                                          |
|     | Ditador: Q. Servílio Prisco Fidenato II                   | Mestre da cavalaria: Caio Servílio Áxila |
| 417 | P. Lucrécio Tricipitino II                                | Agripa Menênio Lanato II                 |
|     | Sp. Vetúrio Crasso Cicurino                               | Caio Servílio Áxila III                  |
| 416 | A. Semprônio Atratino III                                 | Q. Fábio Vibulano Ambusto                |
|     | M. Papírio Mugilano II                                    | Sp. Náucio Rutilo II                     |
| 415 | P. Cornélio Cosso                                         | N. Fábio Vibulano                        |
|     | Caio Valério Potito Voluso                                | Quinto Quíncio Cincinato                 |
| 414 | Cn. Cornélio Cosso                                        | Q. Fábio Vibulano Ambusto II             |
|     | L. Valério Potito                                         | Marco (ou P.?) Postúmio Regilense        |

| Ano | Primeiro cônsul                    | Segundo cônsul           |
| --- | ---------------------------------- | ------------------------ |
| 413 | A. (ou M.) Cornélio Cosso          | L. Fúrio Medulino        |
| 412 | Q. Fábio Vibulano Ambusto          | C. Fúrio Pácilo          |
| 411 | M. Papírio Mugilano (ou Atratino?) | Sp. Náucio Rutilo        |
| 410 | M' Emílio Mamercino                | C. Valério Potito Voluso |
| 409 | Cn. Cornélio Cosso                 | L. Fúrio Medulino II     |

| Ano | Tribuno consular                  | Tribuno consular                                |
| --- | --------------------------------- | ----------------------------------------------- |
| 408 | C. Júlio Julo                     | C. Servílio Aala                                |
|     | P. Cornélio Cosso                 |                                                 |
|     | Ditador: P. Cornélio Rutilo Cosso | Mestre da cavalaria: Caio Servílio Estruto Aala |
| 407 | L. Fúrio Medulino                 | N. Fábio Vibulano II                            |
|     | C. Valério Potito Voluso II       | C. Servílio Aala II                             |
| 406 | P. Cornélio Rutilo Cosso          | N. Fábio Ambusto                                |
|     | Cn. Cornélio Cosso                | L. Valério Potito II                            |
| 405 | T. Quíncio Capitolino Barbato     | A. Mânlio Vulsão Capitolino                     |
|     | Q. Quíncio Cincinato II           | L. Fúrio Medulino II                            |
|     | C. Júlio Julo II                  | M' Emílio Mamercino                             |
| 404 | C. Valério Potito Voluso III      | Cn. Cornélio Cosso II                           |
|     | M' Sérgio Fidenato                | K. Fábio Ambusto                                |
|     | P. Cornélio Maluginense           | Sp. Náucio Rutilo III                           |
| 403 | M' Emílio Mamercino II            | M. Quintílio Varo                               |
|     | L. Valério Potito III             | L. Júlio Julo                                   |
|     | Ap. Cláudio Crasso Inregilense    | M. Fúrio Fuso                                   |
| 402 | C. Servílio Aala III              | Q. Sulpício Camerino Cornuto                    |
|     | Q. Servílio Fidenato              | A. Mânlio Vulsão Capitolino II                  |
|     | L. Vergínio Tricosto Esquilino    | M' Sérgio Fidenato II                           |
| 401 | L. Valério Potito IV              | Cn. Cornélio Cosso III                          |
|     | M. Fúrio Camilo                   | K. Fábio Ambusto II                             |
|     | M' Emílio Mamercino III           | L. Júlio Julo                                   |

## Século IV a.C.
| Ano | Tribuno consular              | Tribuno consular                                 |
| --- | ----------------------------- | ------------------------------------------------ |
| 400 | P. Licínio Calvo Esquilino    | P. Mélio Capitolino                              |
|     | P. Mânlio Vulsão              | Sp. Fúrio Medulino                               |
|     | L. Titínio Pansa Saco         | L. Publílio Filão Vulsco                         |
| 399 | Cn. Genúcio Augurino          | C. Duílio Longo                                  |
|     | L. Atílio Prisco              | M. Vetúrio Crasso Cicurino                       |
|     | M. Pompônio Rufo              | Volerão Publílio Filão                           |
| 398 | L. Valério Potito V           | L. Fúrio Medulino III                            |
|     | M. Valério Latucino Máximo    | Q. Servílio Fidenato II                          |
|     | M. Fúrio Camilo II            | Q. Sulpício Camerino Cornuto II                  |
| 397 | L. Júlio Julo II              | A. Postúmio Albino Regilense                     |
|     | L. Fúrio Medulino IV          | P. Cornélio Maluginense                          |
|     | L. Sérgio Fidenato            | A. Mânlio Vulsão Capitolino III                  |
| 396 | L. Titínio Pansa Saco II      | Q. Mânlio Vulsão Capitolino                      |
|     | P. Licínio Calvo Esquilino    | Cn. Genúcio Augurino II                          |
|     | P. Mélio Capitolino II        | L. Atílio Prisco II                              |
|     | Ditador: Marco Fúrio Camilo I | Mestre da cavalaria: Públio Cornélio Maluginense |
| 395 | P. Cornélio Maluginense Cosso | L. Fúrio Medulino V                              |
|     | P. Cornélio Cipião            | Q. Servílio Fidenato III                         |
|     | K. Fábio Ambusto III          | M. Valério Latucino Máximo II                    |
| 394 | M. Fúrio Camilo III           | L. Valério Potito Publícola                      |
|     | L. Fúrio Medulino VI          | Sp. Postúmio Albino Regilense                    |
|     | C. Emílio Mamercino           | Públio Cornélio Cipião II                        |

| Ano  | Primeiro cônsul                | Segundo cônsul          |
| ---- | ------------------------------ | ----------------------- |
| 393  | L. Valério Potito Publícola    | P. Cornélio Maluginense |
| suf. | L. Lucrécio Tricipitino Flavo  | Ser. Sulpício Camerino  |
| 392  | L. Valério Potito Publícola II | M. Mânlio Capitolino    |

| 391       | L. Lucrécio Tricipitino Flavo | L. Fúrio Medulino VII | | |
|           | Ser. Sulpício Camerino | Agripa Fúrio Fuso | | |
|           | L. Emílio Mamercino | C. Emílio Mamercino II | | |
| 390       | Q. Fábio Ambusto | Q. Sulpício Longo | | |
|           | K. Fábio Ambusto IV | Q. Servílio Fidenato IV | | |
|           | N. Fábio Ambusto II | P. Cornélio Maluginense IV | | |
|           | Ditador: Marco Fúrio Camilo II | Mestre da cavalaria: Lúcio Valério Potito | | |
| 389       | L. Valério Potito Publícola II | A. Mânlio Capitolino | | |
|           | Lúcio Vergínio Tricosto | L. Emílio Mamercino II | | |
|           | P. Cornélio | L. Postúmio Albino Regilense | | |
|           | Ditador: Marco Fúrio Camilo III | Mestre da cavalaria: Caio Servílio Estruto Aala | | |
| 388       | T. Quíncio Cincinato Capitolino | Q. Servílio Fidenato V | | |
|           | L. Júlio Julo | L. Aquílio Corvo | | |
|           | L. Lucrécio Tricipitino Flavo II | Ser. Sulpício Rufo | | |
| 387       | L. Papírio Cursor | Cn. Sérgio Fidenato Cosso | | |
|           | L. Emílio Mamercino III | Licínio Menênio Lanato | | |
|           | L. Valério Potito Publícola III | | | |
| 386       | M. Fúrio Camilo IV | Ser. Cornélio Maluginense | | |
|           | Q. Servílio Fidenato VI | L. Quíncio Cincinato | | |
|           | L. Horácio Púlvilo | P. Valério Potito Publícola | | |
| 385       | A. Mânlio Capitolino II | P. Cornélio II | | |
|           | T. Quíncio (Cincinato?) Capitolino II | L. Papírio Cursor II | | |
|           | L. Quíncio Capitolino II | Cn. Sérgio Fidenato Cosso II | | |
|           | Ditador: Aulo Cornélio Cosso | Mestre da cavalaria: Tito Quíncio Cincinato Capitolino | | |
| 384       | Ser. Cornélio Maluginense II | P. Valério Potito Publícola II | | |
|           | M. Fúrio Camilo V | Ser. Sulpício Rufo II | | |
|           | C. Papírio Crasso | T. Quíncio Cincinato Capitolino III | | |
| 383       | L. Valério Potito Publícola IV | A. Mânlio Capitolino IV | | |
|           | Ser. Sulpício Rufo III | L. Lucrécio Tricipitino Flavo III | | |
|           | L. Emílio Mamercino IV | M. Trebônio | | |
| 382       | Sp. Papírio Crasso | L. Papírio Crasso | | |
|           | Ser. Cornélio Maluginense III | Q. Servílio Fidenato | | |
|           | C. Sulpício Camerino | L. Emílio Mamercino V | | |
| 381       | M. Fúrio Camilo VI | A. Postúmio Albino Regilense | | |
|           | L. Postúmio Albino Regilense II | L. Fúrio Medulino Fuso | | |
|           | L. Lucrécio Tricipitino Flavo IV | M. Fábio Ambusto | | |
| 380       | L. Valério Potito Publícola V | P. Valério Potito Publícola III | | |
|           | Ser. Cornélio Maluginense IV | Licínio Menênio Lanato II | | |
|           | C. Sulpício Pético | L. Emílio Mamercino VI | | |
|           | Cn. (ou C.) Sérgio Fidenato Cosso III | Tibério Papírio Crasso | | |
|           | L. Papírio Mugilano ou: L. Papírio Crasso | | | |
|           | Ditador: Tito Quíncio Cincinato Capitolino | Mestre da cavalaria: Aulo Semprônio Atratino | | |
| 379       | P. Mânlio Capitolino | C. Mânlio Vulsão | | |
|           | L. Júlio Julo II | C. Sextílio | | |
|           | M. Albínio | L. Antíscio | | |
|           | P. Trebônio | C. Erenúcio? | | |
| 378       | Sp. Fúrio Medulino | Q. Servílio Fidenato II | | |
|           | Licínio Menênio Lanato III | P. Clélio Sículo | | |
|           | M. Horácio Púlvilo | L. Gegânio Macerino | | |
| 377       | L. Emílio Mamercino | P. Valério Potito Publícola IV | | |
|           | C. Vetúrio Crasso Cicurino | Ser. Sulpício Pretextato I? ou: Ser. Sulpício Rufo IV | | |
|           | L. Quíncio Cincinato III | C. Quíncio Cincinato | | |
| 376       | L. Papírio Crasso II | Licínio Menênio Lanato IV | | |
|           | Ser. Cornélio Maluginense V? | Ser. Sulpício Pretextato I (II?) | | |
| 375 – 371 | vacatio {eleições vetadas pelos tribunos da plebe.} Os tribunos da plebe Caio Licínio Calvo Estolão e Lúcio Sêxtio Laterano promoveram um novo conjunto de leis favoráveis aos plebeus, mas enfrentaram uma violenta resistência dos patrícios romanos. Estes, apoiados por vetos de outros tribunos da plebe, conseguiram impedir as novas leis de Licínio e Sêxtio, que, como retaliação por causa das políticas conservadoras implementadas pelos patrícios, utilizaram eles próprios seu direito de veto para impedir, por cinco anos, a eleição de novos tribunos consulares. Eles foram tribunos da plebe entre 376 e 367 a.C. e Sêxtio, em 366 a.C., tornou-se o primeiro cônsul plebeu. | vacatio {eleições vetadas pelos tribunos da plebe.} Os tribunos da plebe Caio Licínio Calvo Estolão e Lúcio Sêxtio Laterano promoveram um novo conjunto de leis favoráveis aos plebeus, mas enfrentaram uma violenta resistência dos patrícios romanos. Estes, apoiados por vetos de outros tribunos da plebe, conseguiram impedir as novas leis de Licínio e Sêxtio, que, como retaliação por causa das políticas conservadoras implementadas pelos patrícios, utilizaram eles próprios seu direito de veto para impedir, por cinco anos, a eleição de novos tribunos consulares. Eles foram tribunos da plebe entre 376 e 367 a.C. e Sêxtio, em 366 a.C., tornou-se o primeiro cônsul plebeu. | vacatio {eleições vetadas pelos tribunos da plebe.} Os tribunos da plebe Caio Licínio Calvo Estolão e Lúcio Sêxtio Laterano promoveram um novo conjunto de leis favoráveis aos plebeus, mas enfrentaram uma violenta resistência dos patrícios romanos. Estes, apoiados por vetos de outros tribunos da plebe, conseguiram impedir as novas leis de Licínio e Sêxtio, que, como retaliação por causa das políticas conservadoras implementadas pelos patrícios, utilizaram eles próprios seu direito de veto para impedir, por cinco anos, a eleição de novos tribunos consulares. Eles foram tribunos da plebe entre 376 e 367 a.C. e Sêxtio, em 366 a.C., tornou-se o primeiro cônsul plebeu. | vacatio {eleições vetadas pelos tribunos da plebe.} Os tribunos da plebe Caio Licínio Calvo Estolão e Lúcio Sêxtio Laterano promoveram um novo conjunto de leis favoráveis aos plebeus, mas enfrentaram uma violenta resistência dos patrícios romanos. Estes, apoiados por vetos de outros tribunos da plebe, conseguiram impedir as novas leis de Licínio e Sêxtio, que, como retaliação por causa das políticas conservadoras implementadas pelos patrícios, utilizaram eles próprios seu direito de veto para impedir, por cinco anos, a eleição de novos tribunos consulares. Eles foram tribunos da plebe entre 376 e 367 a.C. e Sêxtio, em 366 a.C., tornou-se o primeiro cônsul plebeu. |
| 370       | A. Mânlio Capitolino V | L. Fúrio Medulino Fuso II | | |
|           | Ser. Sulpício Pretextato II (III?) | Ser. Cornélio Maluginense V (VI?) | | |
|           | C. Valério Potito | P. Valério Potito Publícola V | | |
| 369       | Q. Servílio Fidenato III | C. Vetúrio Crasso Cicurino II | | |
|           | A. Cornélio Cosso | M. Cornélio Maluginense | | |
|           | Q. Quíncio Cincinato | M. Fábio Ambusto II | | |
| 368       | Ser. Cornélio Maluginense VI (VII?) | Ser. Sulpício Pretextato III (IV?) | | |
|           | Sp. Servílio Estruto | T. Quíncio Cincinato Capitolino | | |
|           | L. Papírio Crasso | L. Vetúrio Crasso Cicurino | | |
|           | Ditador: Marco Fúrio Camilo IV | Mestre da cavalaria: Lúcio Emílio Mamercino | | |
|           | Ditador: Públio Mânlio Capitolino | Mestre da cavalaria: Caio Licínio | | |
| 367       | A. Cornélio Cosso II | M. Cornélio Maluginense II | | |
|           | M. Gegânio Macerino | P. Mânlio Capitolino II | | |
|           | L. Vetúrio Crasso Cicurino II | P. Valério Potito Publícola VI | | |
|           | Ditador: Marco Fúrio Camilo V | Mestre da cavalaria: Tito Quíncio Peno | | |

| Ano   | Primeiro cônsul                                | Segundo cônsul                                                    |
| ----- | ---------------------------------------------- | ----------------------------------------------------------------- |
| 366   | Lúcio Emílio Mamercino                         | L. Sêxtio Sextino Laterano (primeiro plebeu)                      |
| 365   | L. Genúcio Aventinense                         | Q. Servílio Aala                                                  |
| 364   | C. Sulpício Pético                             | C. Licínio Calvo Estolão                                          |
| 363   | Cn. Genúcio Aventinense                        | L. Emílio Mamercino II                                            |
|       | Ditador: Lúcio Mânlio Capitolino Imperioso     | Mestre da cavalaria: Lúcio Pinário                                |
| 362   | Q. Servílio Aala II                            | L. Genúcio Aventinense II                                         |
|       | Ditador: Ápio Cláudio Crasso Inregilense       | Mestre da cavalaria: Públio Cornélio Escápula?                    |
| 361   | C. Licínio Calvo Estolão II                    | C. Sulpício Pético II                                             |
|       | Ditador: Tito Quíncio Peno Capitolino Crispino | Mestre da cavalaria: Sérvio Cornélio Maluginense                  |
| 360   | M. Fábio Ambusto                               | C. Petélio Libo Visolo                                            |
|       | Ditador: Quinto Servílio Aala                  | Mestre da cavalaria: Tito Quíncio Peno Capitolino Crispino        |
| 359   | M. Popílio Lenas                               | Cn. Mânlio Capitolino Imperioso                                   |
| 358   | C. Fábio Ambusto                               | C. Pláucio Próculo                                                |
|       | Ditador: Caio Sulpício Pético                  | Mestre da cavalaria: Marco Valério Publícola                      |
| 357   | C. Márcio Rutilo                               | Cn. Mânlio Capitolino Imperioso II                                |
| 356   | M. Fábio Ambusto II                            | M. Popílio Lenas II                                               |
|       | Ditador: Caio Márcio Rutilo                    | Mestre da cavalaria: Caio Pláucio Próculo                         |
| 355   | C. Sulpício Pético III                         | M. Valério Publícola                                              |
| 354   | M. Fábio Ambusto III                           | T. Quíncio Peno Capitolino Crispino                               |
| 353   | C. Sulpício Pético IV                          | M. Valério Publícola II                                           |
|       | Ditador: Tito Mânlio Imperioso Torquato        | Mestre da cavalaria: Aulo Cornélio Cosso Arvina                   |
| 352   | P. Valério Publícola                           | C. Márcio Rutilo II                                               |
|       | Ditador: Caio Júlio Julo                       | Mestre da cavalaria: Lúcio Emílio Mamercino                       |
| 351   | C. Sulpício Pético V                           | T. Quíncio Peno Capitolino Crispino II                            |
|       | Ditador: Marco Fábio Ambusto                   | Mestre da cavalaria: Quinto Servílio Aala                         |
| 350   | M. Popílio Lenas III (IV?)                     | L. Cornélio Cipião                                                |
|       | Ditador: Lúcio Fúrio Camilo                    | Mestre da cavalaria: Lúcio Cornélio Cipião                        |
| 349   | L. Fúrio Camilo                                | Ap. Cláudio Crasso Inregilense                                    |
|       | Ditador: Tito Mânlio Imperioso Torquato        | Mestre da cavalaria: Aulo Cornélio Cosso Arvina                   |
| 348   | M. Valério Corvo                               | M. Popílio Lenas IV                                               |
| 347   | C. Pláucio Venão Ipseu (ou Venox)              | T. Mânlio Imperioso Torquato                                      |
| 346   | M. Valério Corvo II                            | C. Petélio Libo Visolo II                                         |
| 345   | M. Fábio Dorsuão                               | Ser. Sulpício Camerino Rufo                                       |
|       | Ditador: Lúcio Fúrio Camilo                    | Mestre da cavalaria: Cneu Mânlio Capitolino Imperioso             |
| 344   | C. Márcio Rutilo III                           | T. Mânlio Imperioso Torquato II                                   |
|       | Ditador: Públio Valério Publícola              | Mestre da cavalaria: Quinto Fábio Ambusto                         |
| 343   | M. Valério Corvo III                           | A. Cornélio Cosso Arvina                                          |
| 342   | Q. Servílio Aala III                           | C. Márcio Rutilo IV                                               |
|       | Ditador: Marco Valério Corvo                   | Mestre da cavalaria: Lúcio Emílio Mamercino Privernato            |
| 341   | C. Pláucio Venão Ipseu (ou Venox) II           | L. Emílio Mamercino Privernato                                    |
| 340   | T. Mânlio Imperioso Torquato III               | P. Décio Mus                                                      |
|       | Ditador: Lúcio Papírio Crasso                  | Mestre da cavalaria: Lúcio Papírio Cursor                         |
| 339   | Ti. Emílio Mamercino                           | Q. Publílio Filão                                                 |
|       | Ditador: Quinto Publílio Filão                 | Mestre da cavalaria: Décimo Júnio Bruto Esceva                    |
| 338   | L. Fúrio Camilo                                | C. Mênio                                                          |
| 337   | C. Sulpício Longo                              | P. Élio Peto                                                      |
|       | Ditador: Caio Cláudio Regilense                | Mestre da cavalaria: Caio Cláudio Ortador                         |
| 336   | L. Papírio Crasso                              | K. Duílio                                                         |
| 335   | M. Atílio Régulo Caleno                        | M. Valério Corvo IV                                               |
|       | Ditador: Lúcio Emílio Mamercino Privernato     | Mestre da cavalaria: Quinto Publílio Filão                        |
| 334   | Sp. Postúmio Albino Claudino                   | T. Vetúrio Calvino                                                |
| 333 * | Ditador: Públio Cornélio Rufino                | Mestre da cavalaria: Marco Antônio                                |
| 332   | Cn. Domício Calvino                            | A. Cornélio Cosso Arvina II                                       |
|       | Ditador: Marco Papírio Crasso                  | Mestre da cavalaria: Públio Valério Publícola                     |
| 331   | C. Valério Potito Flaco                        | M. Cláudio Marcelo                                                |
|       | Ditador: Cneu Quíncio Capitolino               | Mestre da cavalaria: Lúcio (ou Caio) Valério Potito               |
| 330   | L. Papírio Crasso II                           | L. Pláucio Venão (ou Venox)                                       |
| 329   | L. Emílio Mamercino Privernato II              | C. Pláucio Deciano                                                |
| 328   | P. Pláucio Próculo                             | P. Cornélio Escápula                                              |
| 327   | L. Cornélio Lêntulo                            | Q. Publílio Filão II                                              |
|       | Ditador: Marco Cláudio Marcelo                 | Mestre da cavalaria: Espúrio Postúmio Albino Caudino              |
| 326   | C. Petélio Libo Visolo III                     | L. Papírio Cursor                                                 |
| 325   | L. Fúrio Camilo II                             | D. Júnio Bruto Esceva                                             |
| 324 * | Ditador: Lúcio Papírio Cursor                  | Mestre da cavalaria: Quinto Fábio Máximo Ruliano                  |
| 323   | C. Sulpício Longo II                           | Q. Áulio Cerretano                                                |
| 322   | Q. Fábio Máximo Ruliano                        | L. Fúlvio Curvo                                                   |
|       | Ditador: Aulo Cornélio Cosso Arvina            | Mestre da cavalaria: Marco Fábio Ambusto                          |
| 321   | T. Vetúrio Calvino II                          | Sp. Postúmio Albino Claudino II                                   |
|       | Ditador: Quinto Fábio Ambusto                  | Mestre da cavalaria: Públio Élio Peto                             |
|       | Ditador: Marco Emílio Papo                     | Mestre da cavalaria: Lúcio Valério Flaco                          |
| 320   | L. Papírio Cursor II                           | Q. Publílio Filão III                                             |
|       | Ditador: Lúcio Cornélio Lêntulo                | Mestre da cavalaria: ?                                            |
|       | Ditador: Caio Mênio Nepo                       | Mestre da cavalaria: M. Fólio Flacinador?                         |
| 319   | L. Papírio Cursor III                          | Q. Áulio Cerretano II                                             |
| 318   | M. Fólio Flacinador                            | L. Pláucio Venão (ou Venox)                                       |
| 317   | C. Júnio Bubulco Bruto                         | Q. Emílio Bárbula                                                 |
| 316   | Sp. Náucio Rutilo                              | M. Popílio Lenas                                                  |
|       | Ditador: Lúcio Emílio Mamercino Privernato     | Mestre da cavalaria: Lúcio Fúlvio Curvo                           |
| 315   | L. Papírio Cursor IV                           | Q. Publílio Filão IV                                              |
|       | Ditador:Quinto Fábio Máximo Ruliano            | Mestre da cavalaria: Quinto Áulio Cerretano                       |
| 314   | M. Petélio Libão                               | C. Sulpício Longo III                                             |
|       | Ditador:Caio Mênio Públio                      | Mestre da cavalaria:Marco Fólio Flacinador?                       |
| 313   | L. Papírio Cursor V                            | C. Júnio Bubulco Bruto II                                         |
|       | Ditador: Caio Petélio Libo Visolo              | Mestre da cavalaria: M. Petélio Libão? ou Marco Fólio Flacinador? |
| 312   | M. Valério Máximo Corrino                      | P. Décio Mus                                                      |
|       | Ditador: Caio Sulpício Longo                   | Mestre da cavalaria: Caio Júnio Bubulco Bruto                     |
| 311   | C. Júnio Bubulco Bruto III                     | Q. Emílio Bárbula II                                              |
| 310   | Q. Fábio Máximo Ruliano II                     | C. Márcio Rutilo Censorino                                        |
| 309 * | Ditador: Lúcio Papírio Cursor                  | Mestre da cavalaria: Caio Júnio Bubulco Bruto II                  |
| 308   | P. Décio Mus II                                | Q. Fábio Máximo Ruliano III                                       |
| 307   | Ap. Cláudio Cego                               | L. Volúmnio Flama Violente (primeiro homem novo)                  |
| 306   | Q. Márcio Trêmulo                              | P. Cornélio Arvina                                                |
|       | Ditador: Públio Cornélio Cipião Barbato        | Mestre da cavalaria: Públio Décio Mus                             |
| 305   | L. Postúmio Megelo                             | Ti. Minúcio Augurino                                              |
| suf.  |                                                | M. Fúlvio Curvo Petino                                            |
| 304   | P. Semprônio Sofo                              | P. Sulpício Saverrião                                             |
| 303   | Ser. Cornélio Lêntulo                          | L. Genúcio Aventinense                                            |
| 302   | M. Lívio Denter                                | M. Emílio Paulo                                                   |
|       | Ditador: Caio Júnio Bubulco Bruto              | Mestre da cavalaria: ?                                            |
| 301 * | Ditador: Marco Valério Corvo                   | Mestre da cavalaria: Marco Emílio Paulo                           |

## Século III a.C.
| Ano  | Primeiro cônsul                                                 | Segundo cônsul                                   |
| ---- | --------------------------------------------------------------- | ------------------------------------------------ |
| 300  | M. Valério Máximo Corvo V                                       | Q. Apuleio Pansa                                 |
| 299  | M. Fúlvio Petino                                                | T. Mânlio Torquato                               |
| suf. |                                                                 | M. Valério Máximo Corvo VI                       |
| 298  | L. Cornélio Cipião Barbato                                      | Cn. Fúlvio Máximo Centumalo                      |
| 297  | Q. Fábio Máximo Ruliano IV                                      | P. Décio Mus III                                 |
| 296  | L. Volúmnio Flama Violente II                                   | Ap. Cláudio Cego II                              |
| 295  | Q. Fábio Máximo Ruliano V                                       | P. Décio Mus IV                                  |
| 294  | L. Postúmio Megelo II                                           | M. Atílio Régulo                                 |
| 293  | L. Papírio Cursor                                               | Sp. Carvílio Máximo                              |
| 292  | Q. Fábio Máximo Gurges                                          | D. Júnio Bruto Esceva                            |
|      | Ditador: Ápio Cláudio Cego                                      | Mestre da cavalaria: ?                           |
| 291  | L. Postúmio Megelo III                                          | C. Júnio Bubulco Bruto                           |
| 290  | P. Cornélio Rufino                                              | M' Cúrio Dentato                                 |
| 289  | Marco Valério Máximo Corvino                                    | Q. Cedício Notua                                 |
| 288  | Q. Márcio Trêmulo II                                            | P. Cornélio Arvina II                            |
| 287  | M. Cláudio Marcelo                                              | C. Náucio Rutilo                                 |
|      | Ditador: Quinto Hortêncio                                       | Mestre da cavalaria: ?                           |
| 286  | M. Valério Máximo Potito                                        | C. Élio Peto                                     |
| 285  | C. Cláudio Canina                                               | M. Emílio Lépido                                 |
|      | Ditador: Ápio Cláudio Cego                                      | Mestre da cavalaria: ?                           |
| 284  | C. Servílio Tuca                                                | L. Cecílio Metelo Denter                         |
| suf. |                                                                 | M' Cúrio Dentato (II ?)                          |
| 283  | P. Cornélio Dolabela                                            | Cn. Domício Calvino Máximo                       |
| 282  | C. Fabrício Luscino                                             | Q. Emílio Papo                                   |
| 281  | L. Emílio Bárbula                                               | Q. Márcio Filipo                                 |
| 280  | P. Valério Levino                                               | Ti. Coruncânio                                   |
|      | Ditador: Cneu Domício Calvino Máximo                            | Mestre da cavalaria: ?                           |
|      | Ditador: Públio Cornélio Rufino?                                | Mestre da cavalaria: ?                           |
| 279  | P. Sulpício Saverrião                                           | P. Décio Mus                                     |
| 278  | C. Fabrício Luscino II                                          | Q. Emílio Papo II                                |
| 277  | P. Cornélio Rufino II                                           | C. Júnio Bubulco Bruto II                        |
| 276  | Q. Fábio Máximo Gurges II                                       | C. Genúcio Clepsina                              |
|      | Ditador: P. Cornélio Rufino                                     | Mestre da cavalaria: ?                           |
| 275  | M' Cúrio Dentato II                                             | L. Cornélio Lêntulo Caudino                      |
| 274  | M' Cúrio Dentato III                                            | Ser. Cornélio Merenda                            |
| 273  | C. Fábio Dorsuão Licino                                         | C. Cláudio Canina II                             |
| 272  | L. Papírio Cursor II                                            | Sp. Carvílio Máximo II                           |
| 271  | K. (ou C.) Quíncio Claudo                                       | L. Genúcio Clepsina                              |
| 270  | C. Genúcio Clepsina II                                          | Cn. Cornélio Blasião                             |
| 269  | Q. Ogúlnio Galo                                                 | C. Fábio Pictor                                  |
| 268  | P. Semprônio Sofo                                               | Ap. Cláudio Russo                                |
| 267  | M. Atílio Régulo                                                | L. Júlio Libão                                   |
| 266  | D. Júnio Pera                                                   | N. Fábio Pictor                                  |
| 265  | Q. Fábio Máximo Gurges                                          | L. Mamílio Vítulo                                |
| 264  | Ap. Cláudio Cáudice                                             | M. Fúlvio Flaco                                  |
| 263  | M' Valério Máximo Messala                                       | M' Otacílio Crasso                               |
|      | Ditador: Cneu Fúlvio Máximo Centumalo                           | Mestre da cavalaria: Quinto Márcio Filipo        |
| 262  | L. Postúmio Megelo                                              | Q. Mamílio Vítulo                                |
| 261  | L. Valério Flaco                                                | T. Otacílio Crasso                               |
| 260  | Cn. Cornélio Cipião Asina                                       | C. Duílio                                        |
| 259  | L. Cornélio Cipião                                              | C. Aquílio Floro                                 |
| 258  | A. Atílio Calatino                                              | C. Sulpício Patérculo                            |
| 257  | C. Atílio Régulo Serrano                                        | Cn. Cornélio Blasião II                          |
|      | Ditador: Quinto Ogúlnio Galo                                    | Mestre da cavalaria: ?                           |
| 256  | L. Mânlio Vulsão Longo                                          | Q. Cedício                                       |
| suf. |                                                                 | M. Atílio Régulo II                              |
| 255  | Ser. Fúlvio Petino Nobilior                                     | M. Emílio Paulo                                  |
| 254  | Cn. Cornélio Cipião Asina II                                    | A. Atílio Calatino II                            |
| 253  | Cn. Servílio Cepião                                             | C. Semprônio Bleso                               |
| 252  | C. Aurélio Cota                                                 | P. Servílio Gêmino                               |
| 251  | L. Cecílio Metelo                                               | C. Fúrio Pácilo                                  |
| 250  | C. Atílio Régulo Serrano II                                     | L. Mânlio Vulsão Longo II                        |
| 249  | P. Cláudio Pulcro                                               | L. Júnio Pulo                                    |
|      | Ditador: Marco Cláudio Glícia                                   | Mestre da cavalaria: ?                           |
|      | Ditador: Aulo Atílio Calatino                                   | Mestre da cavalaria: L. Cecílio Metelo           |
| 248  | C. Aurélio Cota II                                              | P. Servílio Gêmino II                            |
| 247  | L. Cecílio Metelo II                                            | N. Fábio Buteão                                  |
| 246  | M' Otacílio Crasso II                                           | M. Fábio Licino                                  |
|      | Ditador: Tibério Coruncânio                                     | Mestre da cavalaria: Marco Fúlvio Flaco          |
| 245  | M. Fábio Buteão                                                 | C. Atílio Bulbo                                  |
| 244  | A. Mânlio Torquato Ático                                        | C. Semprônio Bleso II                            |
| 243  | C. Fundânio Fúndulo                                             | C. Sulpício Galo                                 |
| 242  | C. Lutácio Cátulo                                               | A. Postúmio Albino                               |
| 241  | A. Mânlio Torquato Ático II                                     | Q. Lutácio Cercão                                |
| 240  | C. Cláudio Centão                                               | M. Semprônio Tuditano                            |
| 239  | C. Mamílio Turrino                                              | Q. Valério Falto                                 |
| 238  | Ti. Semprônio Graco                                             | P. Valério Falto                                 |
| 237  | L. Cornélio Lêntulo Caudino                                     | Q. Fúlvio Flaco                                  |
| 236  | P. Cornélio Lêntulo Caudino                                     | C. Licínio Varo                                  |
| 235  | T. Mânlio Torquato                                              | C. Atílio Bulbo II                               |
| 234  | L. Postúmio Albino                                              | Sp. Carvílio Máximo Ruga                         |
| 233  | Q. Fábio Máximo Verrugoso                                       | M' Pompônio Matão                                |
| 232  | M. Emílio Lépido                                                | M. Publício Maleolo                              |
| 231  | M. Pompônio Matão                                               | C. Papírio Masão                                 |
|      | Ditador: Caio Duílio                                            | Mestre da cavalaria: Caio Aurélio Cota           |
| 230  | M. Emílio Bárbula                                               | M. Júnio Pera                                    |
| 229  | L. Postúmio Albino II                                           | Cn. Fúlvio Centumalo                             |
| 228  | Sp. Carvílio Máximo Ruga II                                     | Q. Fábio Máximo Verrugoso II                     |
| 227  | P. Valério Flaco                                                | M. Atílio Régulo                                 |
| 226  | M. Valério Máximo Messala                                       | L. Apústio Fulão                                 |
| 225  | L. Emílio Papo                                                  | C. Atílio Régulo                                 |
| 224  | T. Mânlio Torquato II                                           | Q. Fúlvio Flaco II                               |
|      | Ditador: L. Cecílio Metelo                                      | Mestre da cavalaria: Numério Fábio Buteão        |
| 223  | C. Flamínio Nepos                                               | P. Fúrio Filo                                    |
| 222  | M. Cláudio Marcelo                                              | Cn. Cornélio Cipião Calvo                        |
| 221  | P. Cornélio Cipião Asina                                        | M. Minúcio Rufo                                  |
| suf. |                                                                 | Marco Emílio Lépido                              |
|      | Ditador: Q. Fábio Máximo Verrugoso                              | Mestre da cavalaria: Caio Flamínio Nepos         |
| 220  | M. Valério Levino                                               | Q. Múcio Cévola                                  |
| suf. | (?) L. Vetúrio Filão                                            | (?) Q. Lutácio Cátulo                            |
| 219  | L. Emílio Paulo                                                 | M. Lívio Salinador                               |
| 218  | P. Cornélio Cipião                                              | Ti. Semprônio Longo                              |
| 217  | Cn. Servílio Gêmino                                             | C. Flamínio Nepos II                             |
| suf. |                                                                 | M. Atílio Régulo II                              |
|      | Ditador: Q. Fábio Máximo Verrugoso II                           | Mestre da cavalaria: Marco Minúcio Rufo          |
|      | Ditador: Marco Minúcio Rufo                                     | Ditador: Q. Fábio Máximo Verrugoso III           |
|      | Ditador: Lúcio Vetúrio Filão                                    | Mestre da cavalaria: Marco Pompônio Matão        |
| 216  | C. Terêncio Varrão                                              | L. Emílio Paulo II                               |
|      | Ditador: Marco Júnio Pera                                       | Mestre da cavalaria: Tibério Semprônio Graco     |
|      | Ditador: Marco Fábio Buteão                                     | Mestre da cavalaria: ?                           |
| 215  | L. Postúmio Albino III                                          | Ti. Semprônio Graco                              |
| suf. | Marco Cláudio Marcelo II (abd.) / Q. Fábio Máximo Verrugoso III |                                                  |
| 214  | Q. Fábio Máximo Verrugoso IV                                    | M. Cláudio Marcelo III                           |
| 213  | Q. Fábio Máximo                                                 | Ti. Semprônio Graco II                           |
|      | Ditador: Caio Cláudio Centão                                    | Mestre da cavalaria: Quinto Fúlvio Flaco         |
| 212  | Q. Fúlvio Flaco III                                             | Ap. Cláudio Pulcro                               |
| 211  | Cn. Fúlvio Centumalo Máximo                                     | P. Sulpício Galba Máximo                         |
| 210  | M. Cláudio Marcelo IV                                           | M. Valério Levino (II?)                          |
|      | Ditador: Quinto Fúlvio Flaco                                    | Mestre da cavalaria: Públio Licínio Crasso       |
| 209  | Q. Fábio Máximo Verrugoso V                                     | Q. Fúlvio Flaco IV                               |
| 208  | M. Cláudio Marcelo V                                            | T. Quíncio Peno Capitolino Crispino              |
|      | Ditador: Tito Mânlio Torquato                                   | Mestre da cavalaria: Caio Servílio Gêmino        |
| 207  | C. Cláudio Nero                                                 | M. Lívio Salinador II                            |
|      | Ditador: M. Lívio Salinador                                     | Mestre da cavalaria: Q. Cecílio Metelo           |
| 206  | L. Vetúrio Filão                                                | Q. Cecílio Metelo                                |
| 205  | P. Cornélio Cipião Africano                                     | P. Licínio Crasso Dives                          |
| 204  | M. Cornélio Cetego                                              | P. Semprônio Tuditano                            |
|      | Ditador: Q. Cecílio Metelo                                      | Mestre da cavalaria: Lúcio Vetúrio Filão         |
| 203  | Cn. Servílio Cepião                                             | C. Servílio Gêmino                               |
|      | Ditador: Públio Sulpício Galba Máximo                           | Mestre da cavalaria: Marco Servílio Púlex Gêmino |
| 202  | M. Servílio Púlex Gêmino                                        | Ti. Cláudio Nero                                 |
|      | Ditador: Caio Servílio Gêmino                                   | Mestre da cavalaria: P. Élio Peto                |
| 201  | Cn. Cornélio Lêntulo                                            | P. Élio Peto                                     |

## Século II a.C.
| Ano  | Primeiro cônsul                         | Segundo cônsul               |
| ---- | --------------------------------------- | ---------------------------- |
| 200  | P. Sulpício Galba Máximo II             | C. Aurélio Cota              |
| 199  | L. Cornélio Lêntulo                     | P. Vílio Tápulo              |
| 198  | Sex. Élio Peto Cato                     | T. Quíncio Flaminino         |
| 197  | C. Cornélio Cetego                      | Q. Minúcio Rufo              |
| 196  | L. Fúrio Purpúreo                       | M. Cláudio Marcelo           |
| 195  | L. Valério Flaco                        | M. Pórcio Catão              |
| 194  | P. Cornélio Cipião Africano II          | Ti. Semprônio Longo          |
| 193  | L. Cornélio Merula                      | Q. Minúcio Termo             |
| 192  | L. Quíncio Flaminino                    | Cn. Domício Enobarbo         |
| 191  | P. Cornélio Cipião Násica               | M' Acílio Glabrião           |
| 190  | L. Cornélio Cipião Asiático             | C. Lélio                     |
| 189  | M. Fúlvio Nobilior                      | Cn. Mânlio Vulsão            |
| 188  | M. Valério Messala                      | C. Lívio Salinador           |
| 187  | M. Emílio Lépido                        | C. Flamínio                  |
| 186  | Sp. Postúmio Albino                     | Q. Márcio Filipo             |
| 185  | Ap. Cláudio Pulcro                      | M. Semprônio Tuditano        |
| 184  | P. Cláudio Pulcro                       | L. Pórcio Licino             |
| 183  | M. Cláudio Marcelo                      | Q. Fábio Labeão              |
| 182  | Cn. Bébio Tânfilo                       | L. Emílio Paulo Macedônico   |
| 181  | P. Cornélio Cetego                      | M. Bébio Tânfilo             |
| 180  | A. Postúmio Albino Lusco                | C. Calpúrnio Pisão           |
| suf. |                                         | Q. Fúlvio Flaco              |
| 179  | Q. Fúlvio Flaco                         | L. Mânlio Acidino Fulviano   |
| 178  | M. Júnio Bruto                          | A. Mânlio Vulsão             |
| 177  | C. Cláudio Pulcro                       | Ti. Semprônio Graco          |
| 176  | Cn. Cornélio Cipião Híspalo             | Q. Petílio Espurino          |
| suf. | C. Valério Levino                       |                              |
| 175  | P. Múcio Cévola                         | M. Emílio Lépido II          |
| 174  | Sp. Postúmio Albino Paululo             | Q. Múcio Cévola              |
| 173  | L. Postúmio Albino                      | M. Popílio Lenas             |
| 172  | C. Popílio Lenas                        | P. Élio Lígure               |
| 171  | P. Licínio Crasso                       | C. Cássio Longino            |
| 170  | A. Hostílio Mancino                     | A. Atílio Serrano            |
| 169  | Q. Márcio Filipo II                     | Cn. Servílio Cepião          |
| 168  | L. Emílio Paulo Macedônico II           | C. Licínio Crasso            |
| 167  | Q. Élio Peto                            | M. Júnio Peno                |
| 166  | M. Cláudio Marcelo                      | C. Sulpício Galo             |
| 165  | T. Mânlio Torquato                      | Cn. Otávio                   |
| 164  | A. Mânlio Torquato                      | Q. Cássio Longino            |
| 163  | Ti. Semprônio Graco II                  | M' Juvêncio Talna            |
| 162  | P. Cornélio Cipião Násica Córculo       | C. Márcio Fígulo             |
| suf. | P. Cornélio Lêntulo                     | Cn. Domício Enobarbo         |
| 161  | M. Valério Messala                      | C. Fânio Estrabão            |
| 160  | L. Anício Galo                          | M. Cornélio Cetego           |
| 159  | Cn. Cornélio Dolabela                   | M. Fúlvio Nobilior           |
| 158  | M. Emílio Lépido                        | C. Popílio Lenas II          |
| 157  | Sex. Júlio César                        | L. Aurélio Orestes           |
| 156  | L. Cornélio Lêntulo Lupo                | C. Márcio Fígulo II          |
| 155  | P. Cornélio Cipião Násica Córculo II    | M. Cláudio Marcelo II        |
| 154  | L. Postúmio Albino                      | Q. Opímio                    |
| suf. | M' Acílio Glabrião                      |                              |
| 153  | Q. Fúlvio Nobilior                      | T. Ânio Lusco                |
| 152  | M. Cláudio Marcelo III                  | L. Valério Flaco             |
| 151  | L. Licínio Lúculo                       | A. Postúmio Albino           |
| 150  | T. Quíncio Flaminino                    | M' Acílio Balbo              |
| 149  | L. Márcio Censorino                     | M' Manílio Nepos             |
| 148  | Sp. Postúmio Albino Magno               | L. Calpúrnio Pisão Cesonino  |
| 147  | P. Cornélio Cipião Africano Emiliano    | C. Lívio Druso               |
| 146  | Cn. Cornélio Lêntulo                    | L. Múmio Acaico              |
| 145  | Q. Fábio Máximo Emiliano                | L. Hostílio Mancino          |
| 144  | Ser. Sulpício Galba                     | L. Aurélio Cota              |
| 143  | Ap. Cláudio Pulcro                      | Q. Cecílio Metelo Macedônico |
| 142  | L. Cecílio Metelo Calvo                 | Q. Fábio Máximo Serviliano   |
| 141  | Cn. Servílio Cepião                     | Quinto Pompeu Aulo           |
| 140  | C. Lélio Sapiente                       | Q. Servílio Cepião           |
| 139  | Cn. Calpúrnio Pisão                     | M. Popílio Lenas             |
| 138  | P. Cornélio Cipião Násica Serapião      | D. Júnio Bruto Galaico       |
| 137  | M. Emílio Lépido Porcina                | C. Hostílio Mancino          |
| 136  | L. Fúrio Filo                           | Sex. Atílio Serrano          |
| 135  | Ser. Fúlvio Flaco                       | Q. Calpúrnio Pisão           |
| 134  | P. Cornélio Cipião Africano Emiliano II | C. Fúlvio Flaco              |
| 133  | P. Múcio Cévola                         | L. Calpúrnio Pisão Frúgio    |
| 132  | P. Popílio Lenas                        | P. Rupílio                   |
| 131  | P. Licínio Crasso Dives Muciano         | L. Valério Flaco             |
| 130  | L. Cornélio Lêntulo                     | M. Perperna                  |
| suf. | C. Cláudio Pulcro                       |                              |
| 129  | C. Semprônio Tuditano                   | M' Aquílio                   |
| 128  | Cn. Otávio                              | T. Ânio Lusco Rufo           |
| 127  | L. Cássio Longino Ravila                | L. Cornélio Cina             |
| 126  | M. Emílio Lépido                        | L. Aurélio Orestes           |
| 125  | M. Pláucio Hipseu                       | M. Fúlvio Flaco              |
| 124  | C. Cássio Longino                       | C. Sêxtio Calvino            |
| 123  | Q. Cecílio Metelo Baleárico             | T. Quíncio Flaminino         |
| 122  | Cn. Domício Enobarbo                    | C. Fânio Estrabão            |
| 121  | L. Opímio                               | Q. Fábio Máximo Alobrógico   |
| 120  | P. Manílio                              | C. Papírio Carbão            |
| 119  | L. Cecílio Metelo Dalmático             | L. Aurélio Cota              |
| 118  | M. Pórcio Catão                         | Q. Márcio Rex                |
| 117  | L. Cecílio Metelo Diademado             | Q. Múcio Cévola Áugure       |
| 116  | C. Licínio Geta                         | Q. Fábio Máximo Eburno       |
| 115  | M. Emílio Escauro                       | M. Cecílio Metelo            |
| 114  | M' Acílio Balbo                         | C. Pórcio Catão              |
| 113  | C. Cecílio Metelo Caprário              | Cn. Papírio Carbão           |
| 112  | M. Lívio Druso                          | L. Calpúrnio Pisão Cesonino  |
| 111  | P. Cornélio Cipião Násica Serapião      | L. Calpúrnio Bestia          |
| 110  | M. Minúcio Rufo                         | Sp. Postúmio Albino          |
| 109  | Q. Cecílio Metelo (Numídico)            | M. Júnio Silano              |
| 108  | Ser. Sulpício Galba                     | Lúcio Hortênsio              |
| suf. | M. Aurélio Escauro                      |                              |
| 107  | L. Cássio Longino                       | C. Mário                     |
| 106  | Q. Servílio Cepião                      | C. Atílio Serrano            |
| 105  | P. Rutílio Rufo                         | Cn. Málio Máximo             |
| 104  | C. Mário II                             | C. Flávio Fímbria            |
| 103  | C. Mário III                            | L. Aurélio Orestes           |
| 102  | C. Mário IV                             | Q. Lutácio Cátulo            |
| 101  | C. Mário V                              | M' Aquílio                   |

## Século I a.C.
| Ano  | Primeiro cônsul                    | Segundo cônsul                           |
| ---- | ---------------------------------- | ---------------------------------------- |
| 100  | C. Mário VI                        | L. Valério Flaco                         |
| 99   | M. Antônio                         | A. Postúmio Albino                       |
| 98   | Q. Cecílio Metelo Nepos            | T. Dídio                                 |
| 97   | Cn. Cornélio Lêntulo               | P. Licínio Crasso                        |
| 96   | Cn. Domício Enobarbo               | C. Cássio Longino                        |
| 95   | L. Licínio Crasso                  | Q. Múcio Cévola                          |
| 94   | C. Célio Caldo                     | L. Domício Enobarbo                      |
| 93   | Caio Valério Flaco                 | Marco Herênio                            |
| 92   | C. Cláudio Pulcro                  | M. Perperna                              |
| 91   | L. Márcio Filipo                   | Sex. Júlio César                         |
| 90   | L. Júlio César                     | P. Rutílio Lupo                          |
| 89   | Cn. Pompeu Estrabão                | L. Pórcio Catão                          |
| 88   | L. Cornélio Sula Felix             | Q. Pompeu Rufo                           |
| 87   | Cn. Otávio                         | L. Cornélio Cina                         |
| suf. |                                    | L. Cornélio Mérula                       |
| 86   | L. Cornélio Cina II                | C. Mário VII                             |
| suf. |                                    | L. Valério Flaco                         |
| 85   | L. Cornélio Cina III               | Cn. Papírio Carbão                       |
| 84   | Cn. Papírio Carbão II              | L. Cornélio Cina IV                      |
| 83   | L. Cornélio Cipião Asiático        | C. Norbano                               |
| 82   | C. Mário Minor                     | Cn. Papírio Carbão III                   |
|      | Ditador: Lúcio Cornélio Sula I     | Mestre da cavalaria: Lúcio Valério Flaco |
| 81   | M. Túlio Décula                    | Cn. Cornélio Dolabela                    |
|      | Ditador: Lúcio Cornélio Sula II    | Mestre da cavalaria: Lúcio Valério Flaco |
| 80   | L. Cornélio Sula Felix II          | Q. Cecílio Metelo Pio                    |
|      | Ditador: Lúcio Cornélio Sula III   | Mestre da cavalaria: Lúcio Valério Flaco |
| 79   | P. Servílio Vácia Isáurico         | Ap. Cláudio Pulcro                       |
|      | Ditador: Lúcio Cornélio Sula IV    | Mestre da cavalaria: Lúcio Valério Flaco |
| 78   | Marco Emílio Lépido                | Q. Lutácio Cátulo                        |
| 77   | D. Júnio Bruto                     | Mam. Emílio Lépido Liviano               |
| 76   | Cn. Otávio                         | C. Escribônio Curião                     |
| 75   | L. Otávio                          | C. Aurélio Cota                          |
| 74   | L. Licínio Lúculo                  | M. Aurélio Cota                          |
| 73   | M. Terêncio Varrão Lúculo          | C. Cássio Longino                        |
| 72   | L. Gélio Publícola                 | Cn. Cornélio Lêntulo Clodiano            |
| 71   | P. Cornélio Lêntulo Sura           | Cn. Aufídio Orestes                      |
| 70   | Cn. Pompeu Magno                   | M. Licínio Crasso                        |
| 69   | Q. Hortêncio Hórtalo               | Q. Cecílio Metelo Crético                |
| 68   | L. Cecílio Metelo                  | Q. Márcio Rex                            |
| 67   | C. Calpúrnio Pisão                 | M' Acílio Glabrião                       |
| 66   | M' Emílio Lépido                   | L. Volcácio Tulo                         |
| 65   | L. Aurélio Cota                    | L. Mânlio Torquato                       |
| 64   | L. Júlio César                     | C. Márcio Fígulo                         |
| 63   | M. Túlio Cícero                    | C. Antônio Híbrida                       |
| 62   | D. Júnio Silano                    | L. Licínio Murena                        |
| 61   | M. Púpio Pisão Frúgio Calpurniano  | M. Valério Messala Níger                 |
| 60   | Q. Cecílio Metelo Céler            | L. Afrânio                               |
| 59   | C. Júlio César                     | M. Calpúrnio Bíbulo                      |
| 58   | L. Calpúrnio Pisão Cesonino        | A. Gabínio                               |
| 57   | P. Cornélio Lêntulo Espínter       | Q. Cecílio Metelo Nepos                  |
| 56   | Cn. Cornélio Lêntulo Marcelino     | L. Márcio Filipo                         |
| 55   | Cn. Pompeu Magno II                | M. Licínio Crasso II                     |
| 54   | L. Domício Enobarbo                | Ap. Cláudio Pulcro                       |
| 53   | Cn. Domício Calvino                | M. Valério Messala Rufo                  |
| 52   | Cn. Pompeu Magno III               | Q. Cecílio Metelo Pio Cipião             |
| 51   | Ser. Sulpício Rufo                 | M. Cláudio Marcelo                       |
| 50   | L. Emílio Lépido Paulo             | C. Cláudio Marcelo Menor                 |
| 49   | C. Cláudio Marcelo Maior           | L. Cornélio Lêntulo Crus                 |
|      | Ditador: Júlio César I             | Mestre da cavalaria: Vacante             |
| 48   | C. Júlio César II                  | P. Servílio Isáurico                     |
|      | Ditador: Júlio César II            | Mestre da cavalaria: Marco Antônio       |
| 47   | Q. Fúfio Caleno                    | P. Vatínio                               |
|      | Ditador: Júlio César III           | Mestre da cavalaria: Marco Antônio       |
| 46   | C. Júlio César III                 | M. Emílio Lépido                         |
|      | Ditador: Júlio César IV            | Mestre da cavalaria: Marco Emílio Lépido |
| 45   | C. Júlio César IV                  | Vacante                                  |
| suf. | Q. Fábio Máximo                    | C. Trebônio                              |
| suf. | C. Canínio Rébilo                  |                                          |
|      | Ditador: Júlio César VI            | Mestre da cavalaria: Marco Emílio Lépido |
| 44   | C. Júlio César V                   | M. Antônio                               |
| suf. | P. Cornélio Dolabela               |                                          |
|      | Ditador: Júlio César               | Mestre da cavalaria: Marco Emílio Lépido |
| 43   | C. Víbio Pansa Cetroniano          | A. Hírcio                                |
| suf. | Otaviano I                         | Q. Pédio                                 |
| suf. | C. Carrinas                        | P. Ventídio Basso                        |
| 42   | M. Emílio Lépido II                | L. Munácio Planco                        |
| 41   | Lúcio Antônio                      | P. Servílio Isáurico II                  |
| 40   | Cn. Domício Calvino II             | C. Asínio Polião                         |
| suf. | L. Cornélio Balbo                  | P. Canídio Crasso                        |
| 39   | L. Márcio Censorino                | C. Calvísio Sabino                       |
| suf. | C. Coceio Balbo                    | P. Alfeno Varo                           |
| 38   | Ap. Cláudio Pulcro                 | C. Norbano Flaco                         |
| suf. | L. Cornélio Lêntulo                | L. Márcio Filipo                         |
| 37   | M. Vipsânio Agripa                 | L. Canínio Galo                          |
| suf. |                                    | T. Estacílio Tauro                       |
| 36   | L. Gélio Publícola                 | M. Coceio Nerva                          |
| suf. | L. Nônio Asprenas                  | Q. Márcio                                |
| 35   | Sex. Pompeu                        | L. Cornifício                            |
| suf. | P. Cornélio Dolabela               | T. Peduceu                               |
| 34   | M. Antônio II                      | L. Escribônio Libão                      |
| suf. | L. Semprônio Atratino              |                                          |
| suf. | L. Emílio Lépido Paulo             | C. Mêmio                                 |
| suf. |                                    | M. Herênio Piceno                        |
| 33   | Otaviano II                        | L. Volcácio Tulo                         |
| suf. | L. Autrônio Peto                   |                                          |
| suf. | L. Flávio                          | C. Fonteio Capitão                       |
| suf. | M. Acílio Glabrião                 |                                          |
| suf. | L. Vinício                         | Q. Larônio                               |
| 32   | Cn. Domício Enobarbo               | C. Sósio                                 |
| suf. | L. Cornélio Cina                   | M. Valério Messala                       |
| 31   | M. Antônio III (apenas no oriente) | Otaviano III                             |
| suf. | M. Valério Messala Corvino         |                                          |
| suf. | M. Tício                           |                                          |
| suf. | Cn. Pompeu                         |                                          |
| 30   | Otaviano IV                        | M. Licínio Crasso                        |
| suf. |                                    | C. Antíscio Veto                         |
| suf. |                                    | M. Túlio Cícero                          |
| suf. |                                    | L. Sênio                                 |
| 29   | Otaviano V                         | Sex. Apuleio                             |
| suf. |                                    | Potito Valério Messala                   |
| 28   | Otaviano VI                        | M. Vipsânio Agripa II                    |
| 27   | Otaviano VII                       | M. Vipsânio Agripa III                   |